# جاك ليموتون
جاك ليموتون (بالفرنسية: Jacques Lemouton)‏ (مواليد 3 أبريل 1903) هو ملاكم فرنسي، مثّل بلاده في الألعاب الأولمبية الصيفية 1924.

## روابط خارجية
جاك ليموتون على موقع أوليمبيديا (الإنجليزية)